# Rollenrotationsdruck
Beim Offsetdruck und Tiefdruck wird nur von Rotationsdruck gesprochen, wenn auf Rollen gedruckt wird. Im Buchdruck wird zwischen dem Rollenrotationsdruck und dem Bogenrotationsdruck unterschieden.
Eine Bogenrotationsmaschine besteht aus dem Anleger, dem Druckwerk und dem Ausleger. Zwischen und nach den Druckwerken können Wendeeinrichtungen, Lackwerke und Trockner eingebaut sein. Die Maschine erreicht eine Leistung von zirka 7.000 Drucken pro Stunde. In ihr werden einzelne Bogen verarbeitet. Einzelbogen werden vom Stapel getrennt und mit einer Vorder- und Seitenanlage den Druckwerken zugeführt. Während des Drucks und des Transportes innerhalb der Maschine halten Greiferleisten die vordere Kante des Bogens und transportieren ihn so von Greifersystem zu Greifersystem. Mit bis zu vier Farbwerken sind Mehrfarbdrucke in einem Arbeitsgang möglich. Die Druckformen sind entweder gebogene Kunststoffklischees oder Wickelplatten.
Durch die sich ständig in eine Richtung drehenden Zylinder und der Papierbahn kann im Rollenrotationsdruck ein schnelleres Arbeitstempo erreicht werden als in Bogendruckmaschinen. Dies wird vor allem beim Druck von hohen Auflagen genutzt.
Eine Rollenrotationsmaschine besteht aus einer Bahnabrollung, einem Bahneinzugswerk, den Druckwerken, einem Trockner und einer Kühlvorrichtung und einem angeschlossenen Falzapparat.
Rollenrotationsmaschinen haben eine Leistung von ungefähr 35.000 Zylinderumdrehungen in der Stunde und werden auf Grund ihrer Schnelligkeit vor allem beim Druck von Zeitungen eingesetzt. Die Papierbahn wird von einem Einzugswerk eingezogen und direkt von der Rolle bedruckt. Aus diesem Grund gibt es kein Greifersystem wie beim Bogenrotationsverfahren. Dies hat den Vorteil, dass nahezu der gesamte Zylinderumfang gedruckt werden kann. Kontrolliert werden ausschließlich die seitliche Anlage und die Bahnspannung. Häufig sind diese Maschinen in der Etagenbauweise angefertigt. Die fertigen Papierbahnen werden direkt der Weiterverarbeitung überführt, das heißt direkt nach dem Druck geschnitten, gefalzt und zusammengetragen. Erst das fertige Produkt verlässt wieder die Rotationsmaschine.
Vor allem im Offsetdruck werden Rollenrotationsmaschinen eingesetzt. Sie finden Verwendung beim Druck von Tageszeitungen, Publikumszeitschriften und Magazinen mit hohen Auflagen. In diesen Maschinen können etwa 60.000 Drucke in der Stunde produziert werden.